# Jaak Gabriëls
Petrus Josephus Jacobus (Jaak) Gabriëls (Bree, 22 september 1943 – aldaar, 8 april 2024) was een Belgisch politicus, eerst voor de Volksunie, vervolgens voor de Open Vld.

## Biografie
Jaak Gabriëls volgde Latijns-Griekse humaniora aan het Heilig Hartcollege in Asse. Het was daar dat hij lid werd van de KSA. Hij studeerde in 1965 af aan de Katholieke Universiteit Leuven als licentiaat in de geschiedenis. Tijdens zijn studententijd was hij actief bij het Katholiek Vlaams Hoogstudentenverbond. Na zijn studies was hij van 1965 tot 1977 werkzaam als leraar geschiedenis, eerst in Neerpelt en vanaf 1970 in Overpelt. In 1967 was hij eveneens medestichter van de Vereniging van Vlaamse Leerkrachten, waarvan hij gedurende enkele jaren provinciaal voorzitter van Limburg was.

### Politieke loopbaan
In 1965 werd Gabriëls onder impuls van Evrard Raskin politiek actief voor de Volksunie. In Bree zette hij zich plaatselijk in voor de partij, onder meer via sociaal dienstbetoon. In 1974 werd hij op 30-jarige leeftijd verkozen tot provincieraadslid van Limburg en hij werd ondanks zijn jonge leeftijd onmiddellijk VU-fractieleider in de provincieraad. In de provincieraad vertolkte Gabriëls het verzet tegen de aanleg van de A24-autosnelweg en toonde hij belangstelling voor het beleid rond streekeconomie, met onder meer de reconversie van de steenkoolmijnen. Hij bleef provincieraadslid tot 1977.
In oktober 1976 werd Gabriëls voor het eerst verkozen tot gemeenteraadslid van Bree. Met zijn lijst Verjonging behaalde hij een absolute meerderheid in de gemeenteraad, waardoor hij begin 1977 burgemeester kon worden, een functie die hij tot eind 2012, hetzij 35 jaar, uitoefende.
Bij de verkiezingen van 1977 stond hij als eerste opvolger op de Volksunie-lijst voor de Kamer van volksvertegenwoordigers in het arrondissement Tongeren-Maaseik. Nadat verkozene Evrard Raskin door de Volksunie tot provinciaal senator werd benoemd volgde Gabriëls hem in mei 1977 op in de Kamer, waar hij bleef zetelen tot mei 1995. In de Kamer ging hij zich vooral toeleggen op de beleidsdomeinen verkeer, openbare werken, leefmilieu en ruimtelijke ordening en van 1985 tot 1986 was hij voorzitter van de Volksunie-fractie in deze assemblee. In de periode mei 1977-oktober 1980 zetelde hij als gevolg van het toen bestaande dubbelmandaat ook in de Cultuurraad voor de Nederlandse Cultuurgemeenschap, die op 7 december 1971 werd geïnstalleerd. Vanaf 21 oktober 1980 tot mei 1995 was hij lid van de Vlaamse Raad, de opvolger van de Cultuurraad en de voorloper van het huidige Vlaams Parlement.
Van 1979 tot 1981 was Gabriëls samen met Jef Maton nationaal ondervoorzitter van de Volksunie. In 1986 volgde hij na een scherpe tweestrijd met Jaak Vandemeulebroucke Vic Anciaux als partijvoorzitter op. In zijn programmaverklaring zocht hij toenadering tot de traditionele volksnationalisten, maar hij legde tevens de nadruk op de nood aan een nieuwe politieke cultuur. Gabriëls probeerde het naar zijn oordeel te zwakke profiel van zijn partij te versterken met een verruimingsoperatie en door het partijprogramma te vernieuwen. Met de ondertitel "Vlaamse Vrije Democraten" ging de partij op ideologisch vlak een meer liberale koers voeren. Na de verkiezingen van 1987 stapte de VU in de regering om een doorbraak in de staatshervorming te forceren, al kon hij niet verhinderen dat de uitvoering van de in het regeerakkoord afgesproken staatshervorming in fases werd opgedeeld, waardoor hij tegenover de klassieke Vlaamse Beweging in een lastige positie kwam te staan. In 1991 verliet de VU de regering-Martens VIII omdat de partij de gecontesteerde contracten voor de Waalse wapenindustrie weigerde goed te keuren. Bij de daaropvolgende parlementsverkiezingen in november 1991 leed de partij een zware verkiezingsnederlaag.
Na de verkiezingsnederlaag van 1991 was hij een van de belangrijkste voorstanders voor een verregaande samenwerking van de Volksunie met de klassiek-liberale partij PVV, die onder Guy Verhofstadt werk wilde maken van politieke verruiming. De partijraad van de Volksunie wilde hem daarin echter niet steunen. Na afloop van zijn voorzitterschap in juni 1992 bleef Gabriëls echter gecharmeerd door Verhofstadts plannen en in juli 1992 besloot hij gesprekken op te starten met de PVV om politieke vernieuwing te verwezenlijken. Dit leidde tot een conflict met het partijbestuur van de Volksunie, dat in augustus 1992 besloot om Gabriëls uit de partij te zetten. Met enkele andere VU-dissidenten richtte hij vervolgens het Centrum voor Politieke Vernieuwing op om zich even later samen met een aantal aanhangers, zoals André Geens, Hugo Coveliers en Bart Somers, en kort daarna Jef Valkeniers, aan te sluiten bij de pas opgerichte liberale VLD.
Bij de eerste rechtstreekse verkiezingen voor het Vlaams Parlement van 21 mei 1995 werd Gabriëls verkozen in de kieskring Hasselt-Tongeren-Maaseik. Hij bleef Vlaams volksvertegenwoordiger tot juli 1999 en was van 1995 tot 1999 voorzitter van de commissie Ruimtelijke Ordening, Openbare Werken en Vervoer. In juli 1999 werd Gabriëls minister van Landbouw en Middenstand in de federale regering-Verhofstadt I werd. In juli 2001 verhuisde hij naar de Vlaamse regering en werd hij Vlaams minister van Economie, Buitenlandse Handel en Huisvesting in de regering-Dewael. In 2002 kreeg hij daar de bevoegdheid Buitenlands Beleid bij. Na een herschikking in de Vlaamse regering liep zijn ministerschap in juni 2003 af.
Vervolgens was Gabriëls van juni 2003 tot juni 2009 opnieuw Vlaams volksvertegenwoordiger. Hij zetelde van 2004 tot 2005 in de commissie Buitenlands Beleid, Europese Aangelegenheden, Internationale Samenwerking en Toerisme en van 2005 tot 2009 in de commissie Algemeen Beleid, Financiën en Begroting, waarvan hij vanaf 2007 voorzitter was. In 2005 kreeg hij een officiële blaam van het Vlaams Parlement omdat hij twee keer tussenbeide was gekomen bij de toewijzing van een sociale woning. 

### Na de politiek
Na de gemeenteraadsverkiezingen van oktober 2012 verloor Gabriëls het burgemeesterschap van Bree. Hoewel CD&V – de coalitiepartner tijdens de vorige legislatuur – een voorakkoord had met de lokale lijst Verjonging van Gabriels, besloot Liesbeth Van der Auwera (CD&V) na de verkiezingen een coalitie met de lokale lijst BROS te sluiten. Verjonging van Gabriels bleef wel de grootste partij met 37,4 procent van de stemmen. Gabriels zelf behaalde 2.030 voorkeurstemmen en was daarmee veruit de populairste Breese politicus. Omdat hij geen burgemeester kon blijven, besloot hij zijn zetel in de gemeenteraad niet op te nemen.
In 2018 besloot hij zich niet meer verkiesbaar te stellen voor de gemeenteraad van Bree, na het aflopen van een corruptieonderzoek voor illegale partijfinanciering dat begon in 2013 bij de lokale Open Vld-top en enkele bevriende bedrijven en waarvoor een proces dreigde. Er was sprake van valse facturen waarbij 41 personen en vennootschappen betrokken waren, die officieel gingen over drukkerij- en publiciteitskosten voor de stad Bree, maar in werkelijkheid betrekkingen hadden op diensten geleverd aan de lokale partij Verjonging. In februari 2020 werd hij in verband met deze zaak doorverwezen naar de correctionele rechtbank, waarbij Gabriëls in verdenking werd gesteld van bendevorming, schriftvervalsing en misbruik van vertrouwen als persoon in een openbaar ambt. Alle beschuldigden werden in december 2021 veroordeeld. Gabriëls kwam er vanaf met een geldboete van 8.250 euro. De rechter sprak in de hele zaak lage straffen uit omdat de zaak al lang aansleepte. Gabriëls beweerde niets met de zaak te maken te hebben en betreurde het vonnis.
In 2004 benoemde koning Albert II hem tot minister van Staat. 
Van 2004 tot 2007 was Gabriëls voorzitter van de Rederscentrale. Van 2006 tot 2011 was hij bestuurder van Tessenderlo Chemie. Ook was hij bestuurder van de Gemeentelijke Holding. Hij was ook Limburgs ambassadeur tijdens de Wereldtentoonstelling van 2010 in China.
Gabriëls overleed op 8 april 2024 na een slepende ziekte.